# 沙奎尔·奥尼尔
沙奎爾·拉肖恩·「俠客」·歐尼爾（英語：Shaquille Rashaun "Shaq" O'Neal，1972年3月6日—）為美國前NBA職業籃球員暨說唱歌手，目前擔任電視節目NBA内幕的球評及薩克拉門托帝王的股東之一，外號有「超人」（Superman）、「柴油機」（The Diesel）與「大鯊魚」等。歐尼爾身高7英尺1英寸（216公分），體重325磅（147公斤），於其十九年職業生涯中效力過六支球隊，被普遍認為是聯盟歷史中最偉大的長人中鋒球員之一。
歐尼爾就讀於路易斯安那州立大學時，在1992年NBA選秀大會中被奧蘭多魔術以狀元籤選中。並很快地成為聯盟中最優秀的中鋒之一，在新秀賽季贏得NBA年度最佳新秀，並帶領魔術隊打入1995年的總決賽。在魔術效力四年後，歐尼爾以自由球員的身分與洛杉磯湖人簽約。在2000年、2001年和2002年連續三次獲得總冠軍。後期因為和科比·布萊恩之間的矛盾關係，歐尼爾在2004年被交易到邁阿密熱火，並於2006年獲得生涯中第四個總冠軍。在2007–08賽季中期，他被交易到鳳凰城太陽。在太陽隊待了一個賽季後，歐尼爾於2009–10賽季再度被交易至克里夫蘭騎士。2011年，歐尼爾轉往波士頓塞爾提克，並於該球季結束之後宣布退役。
歐尼爾生涯共四次夺得NBA总冠军，並於2000年獲得NBA年度最有價值球員，三次獲得NBA总决赛最有價值球員，十五次入选NBA全明星賽并三次獲得NBA全明星賽最有價值球員，八次入选NBA年度第一隊，四次入选NBA年度第二隊，兩次入选NBA年度第三隊，三次獲选NBA最佳防守阵容第二隊，兩次獲選NBA得分王。2016年4月4日，NBA官方宣布歐尼爾與艾倫·艾佛森和姚明一同入選奈史密斯篮球名人纪念堂，2017年，歐尼爾入選FIBA籃球名人堂。
歐尼爾在禁區的進攻主宰能力特強，善用他的身軀做出極致的進攻與防守，其灌籃的震撼力強悍，甚至出現好幾次球框毀損的場面，NBA之後更爲此加強了球框的承重能力，只可惜他的罰球命中率不高。與大衛·羅賓森、派屈克·尤英、哈基姆·歐拉朱萬並稱為90年代的NBA四大中鋒。

## 童年生活

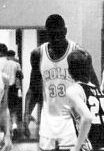
歐尼爾代表羅伯特·G·科尔高中 (聖安東尼奧)出賽。

沙奎爾·歐尼爾于1972年3月6日出生在新澤西州纽華克。他的本名「夏奎爾·拉尚恩」（Shaquille Rashaun）是他的母親露茜·歐尼爾（Lucille O'Neal）為他取的，在阿拉伯世界裡的意思是「小勇士」（Little Warrior）。由於歐尼尔的生父約瑟夫·托尼（Joseph Toney）在9个月大时就入狱服刑，歐尼爾是由他的母亲露茜扶養，露茜之後嫁给了名叫菲利普·哈里森（Phillip Harrison）的男士。歐尼爾幾十年來一直與生父關係疏遠，曾經在饒舌專輯「Shaq Fu：The Return」的單曲中表達了對托尼不屑的看法，並用“菲利普才是我的父親”這句話否定了自己生父。繼父菲利普去世之後，2016年3月，歐尼爾在養老院與生父第一次見面，歐尼爾告訴他：「我不恨你，我無權批判你。而且，作為一個父親，我知道你的難處。」
歐尼爾的继父菲利普·哈里森在歐尼爾兩歲時加入美軍，是一名陸軍中士，由於要常常調防，因此歐尼爾一家需要經常搬家。年輕時的歐尼爾已經比其他同齡的小朋友長得又高又大，也非常頑皮，因此常被菲利普用皮帶教訓。
在歐尼爾六年級那一年，菲利普移防至西德，歐尼爾及其母亦隨之一起遷往西德。菲利普在他十三歲那一年開始教他打籃球，當時的歐尼爾已經身高6呎8吋（203公分），但卻不能灌籃。而就在當年，美國路易斯安那州立大学的籃球隊教練戴爾·布朗到了西德美軍基地發表演講，歐尼爾亦前往聽講。當時布朗教練見歐尼爾人高馬大，以為他是一個美軍大兵，當他得知歐尼爾只有十三歲時便大吃一驚，立刻帶著歐尼爾去見菲利普，並希望將來能帶他到路易斯安那州立大學。
一年後，菲利普移防至美國德州聖安東尼奧，从西德回来的歐尼尔进入了圣安东尼奥的羅伯特·G·科尔高中就读。為了向傳奇中峰卡里姆·阿卜杜勒-贾巴尔致敬，歐尼爾選擇了33號作為他的球衣號碼。在他效力的两个赛季裡，科尔高中取得了68胜1敗的战绩。其中1988年取得了32胜1敗，但在最后的總决赛裡输了。随后在1989年，科爾高中36战全胜，并在總决赛裡以66-60战胜克拉克斯维尔高中，获得了州冠军。歐尼爾的籃球天份立即在當地引來注意，吸引了不少大學籃球球探拜訪，最後歐尼爾選擇了聖路易斯安那大學，成為布朗教練門生中的一員。

## 大學生涯
在高中畢業之後，歐尼爾進入了路易斯安那州立大學（LSU）商學系，並加入了該大學的籃球代表隊。當歐尼爾在路易斯安那州立大學的籃球隊時，他獲得了兩次NCAA全美南部最佳球員。在1991年，歐尼爾更得到NCAA全國最佳球員。1990年12月3日，在對上密西西比州立大學的比賽中，歐尼爾取得了17個阻攻，并打破了NCAA單場阻攻紀錄。但路易斯安那州立大學卻始終沒有打進美國大學籃球冠軍賽前四強，歐尼爾也只待了兩年便宣布放棄剩餘學業，準備投身参加1992年NBA选秀。奥尼尔参加1992年NBA选秀影片（页面存档备份，存于）

## NBA職業生涯

### 奥兰多魔术（1992-1996）
歐尼爾參加了1992年NBA选秀大會，在當時被奥兰多魔术用选秀狀元籤選中。那年暑假期間，在搬遷到奧蘭多之前，歐尼爾在奈史密斯籃球名人堂球員埃尔文·约翰逊的個別指導下增進籃球技術，並在洛杉磯度過了相當長的時間。鑒於隊友特里·卡特利奇拒絕讓出33號球衣的情況下，歐尼爾選擇穿上高中時代的32號。
歐尼爾加入奥兰多魔术後，在新秀賽季裡，歐尼爾每場平均得到23.4分，场均篮板达到13.9個，命中率56.2%，以及場均3.5個阻攻。歐尼爾順理成章被選為1993年NBA年度最佳新秀，並成為自1985年麥可·喬丹之後，第一位在NBA全明星赛中以新人身份先发出场的球员。魔術隊以41勝41敗的成績贏得了比上賽季多20場的勝利。然而，由於與印第安納步行者打破平局，魔術隊最終錯過了季後賽。由於人高馬大，歐尼爾成為了聯盟中最難防守的中鋒之一，力大無窮的他更多次在比賽中因為灌籃而摧毀了籃球架，NBA也因此提高了籃球架的承受力。在歐尼爾出色的表現下，進入聯盟僅第一週就讓他當選「本週最佳球員」，成為NBA第一位有此成就的新秀球員。
1993–94賽季，歐尼爾的成績更比前一賽季出色，他的場均得分提高到了29.4分（僅次於聖安東尼奧馬刺中鋒大衛·羅賓森的29.8分），同時以60%的投籃命中率領先了全聯盟。1993年11月21日，魔術客場對上紐澤西籃網的比賽中，歐尼爾得到了職業生涯的第一個大三元，歐尼爾全場攻下了24分、28個籃板和15次阻攻。他被選入全明星賽，同時也入選了NBA年度第三隊。在這一個賽季，歐尼爾與新秀安芬尼·哈达威一同帶領奥兰多魔术首次打入季後賽。在季后賽第一輪系列賽中，魔術對上印第安納溜馬，歐尼爾場均貢獻了20.7分和13.3個籃板，但是魔術0-3敗給了溜馬，但是魔術隊在當時已經被廣泛認為是未來成就不可限量的球隊。
1994–95賽季，歐尼爾场均得分达到29.3分，累积總得分达2315分，拿到了職業生涯的第一个NBA得分王，並與哈德威一同入選全明星賽，這是歐尼爾連續第三年入選全明星賽。歐尼爾與哈德威組成了聯盟頂尖的雙人組合，並幫助奥兰多魔术取得了57勝25敗的戰績，奪得東南組冠軍。魔術隊再次打入NBA季后赛。魔術在第一輪3-1擊敗波士頓塞爾提克，拿下了第一輪系列戰。並於第二輪淘汰了在例行赛最后17场复出的迈克尔·乔丹帶領的芝加哥公牛。最後在東區決賽遇上去年對手印第安納溜馬，在擊敗雷吉·米勒率領的印第安納步行者之後，魔術首次打入总决赛。面對如日中天的衛冕冠軍休士頓火箭，歐尼尔平均每场得到28分、13个篮板以及6次助攻，投篮命中率59%，但是魔術遭到火箭4-0横扫出局。
1995–96賽季，歐尼爾由於受傷的緣故，因此缺席了28場比賽。本季歐尼爾平均每場拿下26.6分11個籃板，入選了NBA年度第三隊，同時歐尼爾也第四次入選全明星賽。儘管歐尼爾受傷，魔術隊仍在例行賽取得了60勝22敗的戰績，再次打進了季後賽。魔術隊在1996年季後賽的前二輪輕鬆擊敗底特律活塞和亞特蘭大老鷹，順利打進東區決賽。然而魔術隊與喬丹率領的芝加哥公牛實力差距過大，因此魔術隊在東區決賽中慘遭公牛4-0橫掃。該年公牛隊以72勝10敗的戰績獲得了總冠軍。在1996年暑假，歐尼爾代表美國參加奧林匹克運動會的男子籃球賽事。在1996年亞特蘭大奧林匹克運動會，歐尼爾協助美國隊獲得金牌。

### 洛杉矶湖人（1996-2004）
1996年夏天，歐尼爾成為了無限制自由球員，魔術隊立即給歐尼爾開出一份七年6900萬美金的合約，希望能留住這位全明星中鋒。但是當時歐尼爾期望能拿到一份年薪2000萬美金，第三年擁有跳出選項的合約，可是魔術給出的合約竟然連1000萬美金都不到，而且不帶跳出選項。在第二輪談判中，雙方在合約金額方面依然無法達成共識。歐尼爾要價7年1.15億美金，而魔術方面最多卻只願意把價碼提到7年8000萬美金，總薪水差額多達3500萬美金。為此歐尼爾曾經詢問過魔術總經理約翰·加布里埃爾，為什麼球隊高層明明知道自己的價值和潛力，卻不肯付給他與之相匹配的薪水？但是他卻給出因為他們不能讓安芬利·哈德威失望，不能給歐尼爾比他更高的價碼的答案。同時當地影響力最大的奧蘭多哨兵報發起了一項民意調查，提出的第一個問題是如果把解雇總教練布萊恩·希爾作為自己回歸的條件，魔術隊應不應該照辦？”82%的球迷選擇“不應該”。民意調查中的另一個問題是：“歐尼爾到底值不值1.15億美金？”結果91.3%的球迷選擇“不值得”。這份民意調查讓歐尼爾更堅定了離開奧蘭多的決心。他終於了解到球隊管理層和奧蘭多的球迷皆認為安芬利·哈德威才是魔術隊的核心球員，自己只不過是個配角。
在1996年亞特蘭大奧林匹克運動會開幕的第一天，歐尼爾向外界宣布將與洛杉矶湖人簽下一張為期七年，價值1.2億美元的合約，正式加盟湖人隊。歐尼爾堅稱他選擇加盟湖人並不是因為錢。他在簽約之後表示：“我厭倦了一直聽到金錢、金錢、金錢還是金錢的事情，我只是想要打球然後大口暢飲百事可樂。”歐尼爾在1996-97賽季因受傷缺席了30多場比賽，總共出賽了51場，場均能夠得到26.2分和12.5個籃板。幫助湖人隊晉級季後賽。湖人隊在第一輪系列賽對上波特蘭拓荒者的比賽中，歐尼爾攻下了46分，這是湖人隊自1969年杰里·韦斯特以後有此優異表現的球員。但是在第二輪五場比賽中猶他爵士4-1淘汰了湖人。
1997–98賽季，兩名重要球員里克·福克斯和罗伯特·霍里加盟湖人队，增強了湖人隊的進攻力量。在本次賽季中，歐尼爾場均砍下28.3分和11.4個籃板。並以58.4%的高命中率領先聯盟。湖人隊以61勝21敗的戰績取得太平洋分區冠軍，並於季後賽前二輪擊敗波特蘭拓荒者和西雅圖超音速。西區決賽中湖人再度被犹他爵士4-0橫掃。
1998–99賽季，湖人得到前公牛王朝成員丹尼斯·羅德曼的加盟，球隊亦取得31勝19負的成績（該球季因封館而減少至50場），雖然他們進入了季后賽。並在西區第一輪以3-1擊敗休士頓火箭，但是湖人隊在季后賽第二輪被提姆·鄧肯和大衛·羅賓遜領銜的聖安東尼奧馬刺4-0橫掃出局，該年歐尼爾的表現亦只是一般。

#### 三連霸
在1999–00賽季開始之前，湖人隊聘請了前公牛王朝的總教練菲爾·傑克森擔任總教練，球隊的命運很快就改變了。傑克森立即給奧尼爾下了目標，要他奪下本賽季的NBA最有價值球員獎項。於是在傑克森的指導下，湖人成功帶入了三角進攻戰術，幫助歐尼爾和隊友科比·布萊恩取得了極大的成效。
1999年11月10日，洛杉磯湖人客場對上休士頓火箭，在一次進攻中，火箭球星查爾斯·巴克利籃下強攻，此時上來補防的歐尼爾破壞了巴克利的進攻，並擊中了巴克利的臉。被肘擊的巴克利頓時火冒三丈，拿球直接砸向歐尼爾的頭，然後再抱住歐尼爾的大腿將他掀翻在地，並在地上給了他幾拳。兩人皆被裁判驅逐出場。事後兩人皆遭罰款並禁賽一場。2000年3月7日，在歐尼爾生日這天，他在对上洛杉磯快艇的比赛中迎来了爆发，全场35投24中、罚球22罚13中，砍下61分和23个篮板，率領湖人大胜快艇。
1999–00賽季，歐尼尔出战79场，场均能得到29.7分、13.5篮板和3阻攻，其中得分数据创造了个人单赛季场均最高纪录。該年歐尼爾成功獲得全明星赛（与聖安東尼奧馬刺的提姆·邓肯共同獲得）及常规赛的NBA最有價值球員獎項，帶領湖人隊以67胜15敗西區第一的戰績闯入季后赛，並於23场季后赛系列賽中場均取得30.7分、15.4篮板以及2.4阻攻，挺进总决赛。在2000年6月20日的总决赛比赛中，歐尼尔攻下40分、24篮板的数据，但在46分钟的上场时间里他却39次站上罚球线，创造了聯盟历史纪录。最後湖人以4-2淘汰印第安那溜馬奪得總冠軍，歐尼爾獲選為NBA總決賽MVP。成为自1998年麥可·乔丹以后，第一位同一赛季囊括赛季所有“最有价值球员獎項”的球员，从而成为歐尼尔生涯最佳的赛季。
2000–01賽季，歐尼尔在西區季后赛的竞争中先後战胜沙加緬度国王、波特蘭拓荒者及聖安東尼奧马刺挺进总决赛。总决赛湖人迎戰費城七六人。當時的七六人是一支由獲得NBA最有價值球員的艾倫·艾佛森和获得NBA最佳防守球员及NBA篮板王的迪肯贝·穆湯波率領的東區勁旅。歐尼爾在五场比赛中斬獲33分、15.6篮板。其中在2001年6月9日的最後一場比赛中，19投12中拿到了28分、20篮板和9次助攻、8阻攻的准“大四喜”数据。处于巅峰时期的歐尼爾再度率领湖人夺得了第二枚冠軍戒指。而当年湖人15胜1敗的戰績也创造了季后赛历史最佳战绩，在这16场季后赛比赛中歐尼尔场均得到30.4分、3.2助攻以及15.4篮板，投籃命中率高達56.6%。
2001–02賽季，在進行訓練營的前一個月，歐尼爾進行了左腳大拇指畸形矯正手術。本次賽季歐尼爾深受手術後遺症困擾。2002年1月，在一場湖人對上芝加哥公牛的比賽中，布拉德·米勒負責防守歐尼爾，在一次爭搶籃板時米勒推了歐尼爾一下，歐尼爾頓時大怒，一拳揮向米勒，導致米勒的隊友查爾斯·歐克利和泰森·錢德勒紛紛加入了混戰。事後歐尼爾被禁賽三場，並被罰款15000美元。本賽季，歐尼尔第三度率领湖人夺冠。場均取得27.2分和10.7個籃板，數據看似不錯，但是他在本季的防守水準卻不如以往。三连冠时期是歐尼尔生涯的高峰，虽然許多球队想尽办法以减低其场上攻守两端的威力，包括著名的“駭客戰術”（Hack-the-Shaq），但是成效不大。在这三年的季后赛中，歐尼尔亦與麥可·乔丹一样，连续三年獲選為NBA總決賽MVP。

#### 黯然離去

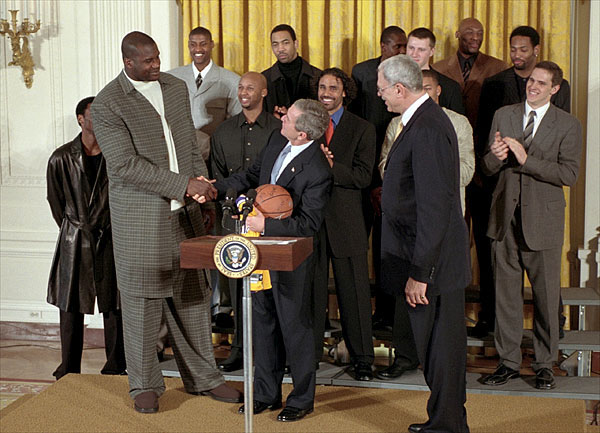
歐尼爾與湖人隊前往白宮會見總統喬治·W·布希。

2002–03赛季，歐尼爾因拒絕在夏季進行其右腳大姆指移除骨刺的手術，以致飽受右腳大姆指骨刺的影響，每逢上場打球，不論快跑、跳躍、移位，面部表情經常顯得疼痛不堪。歐尼爾該季只上陣67場比賽，湖人隊亦只取得50勝32敗的成績，儘管其明星隊友科比·布莱恩特取得當時職業生涯最佳、平均每場30分的成績，但是在賽季結束時，湖人已經掉到西區五號种子，亦難以逃出西區季後賽第二輪被聖安東尼奧馬刺擊敗的厄運。球隊後來以罗伯特·霍里為代罪羔羊，以保存歐尼爾的面子，但亦加深了歐尼爾與科比之間的不和。
2003–04赛季，洛杉磯湖人為了擺脫上一季的陰霾，以及提高球隊競爭力。管理層努力尋求猶他爵士前鋒卡尔·马龙和西雅圖超音速後衛蓋瑞·裴頓的加盟，但是礙於薪資上限的限制，湖人隊無法提供他們比其他球隊更多的價錢。於是歐尼爾出面協助招募工作，並親自說服兩人加盟湖人隊。最後馬龍和裴頓皆與湖人簽約，放棄了更高的薪資，只希望能夠在職業生涯內有機會贏得冠軍戒指。在2003–04赛季開始之前，歐尼爾希望能夠在剩餘的三年合約中多加3000萬美元。湖人隊考量到歐尼爾因為年齡、身體條件和因傷缺席比賽而拒絕了歐尼爾的要求。在熱身賽期間，歐尼爾曾多次向湖人老闆傑里·巴斯大喊：“我要頂薪”。此外，歐尼爾和科比之間的關係越來越矛盾。科比更在接受ESPN記者吉姆·格雷的採訪中不斷批評歐尼爾身材不佳、懶散、領導能力欠佳，並指責歐尼爾在兩個名人堂成員（馬龍和裴頓）幾乎是免費為球隊打球的前提下還索要高薪，並認為歐尼爾是一個在球隊贏球時才願意承擔責任的人。
卡尔·马龙及加里·佩顿的加盟，組成號稱全聯盟最強的夢幻陣容，再次殺入總決賽。然而出乎所有人意料之外，由於馬龍膝蓋受傷，裴頓從未融入湖人體系，因此湖人在2004年NBA總決賽中1-4慘敗於底特律活塞之手，湖人的黃金陣容亦於賽後宣告崩解。事後湖人總教練菲爾·杰克逊遺憾的說：“偉大的球員該了解何時該出手、何時該傳球，並且盡量控制球隊場上的節奏。做為球隊的領袖應該了解如何激勵自己隊友，而不是在媒體前掀起球隊對立。”言下之意就是對科比與歐尼爾兩人不成熟的表現感到惋惜。隨著歐尼爾與球隊管理層的續約問題以失败告终，加上球隊不再與總教練菲爾·杰克逊續約、與科比的矛盾問題到了无可挽回的地步了等等問題，歐尼爾要求立即交易自己。湖人原本打算用歐尼爾交換達拉斯小牛的德克·諾維茨基，但是小牛隊老闆馬克·庫班拒絕了這個提議。邁阿密熱火則對歐尼爾表達了興趣，最後湖人與熱火達成了協議。歐尼爾被交易至邁阿密熱火，並換來了拉玛尔·奥多姆、布莱恩·格兰特以及卡龙·巴特勒。湖人隊的「歐尼爾時代」至此結束。

### 邁阿密熱火（2004-2008）

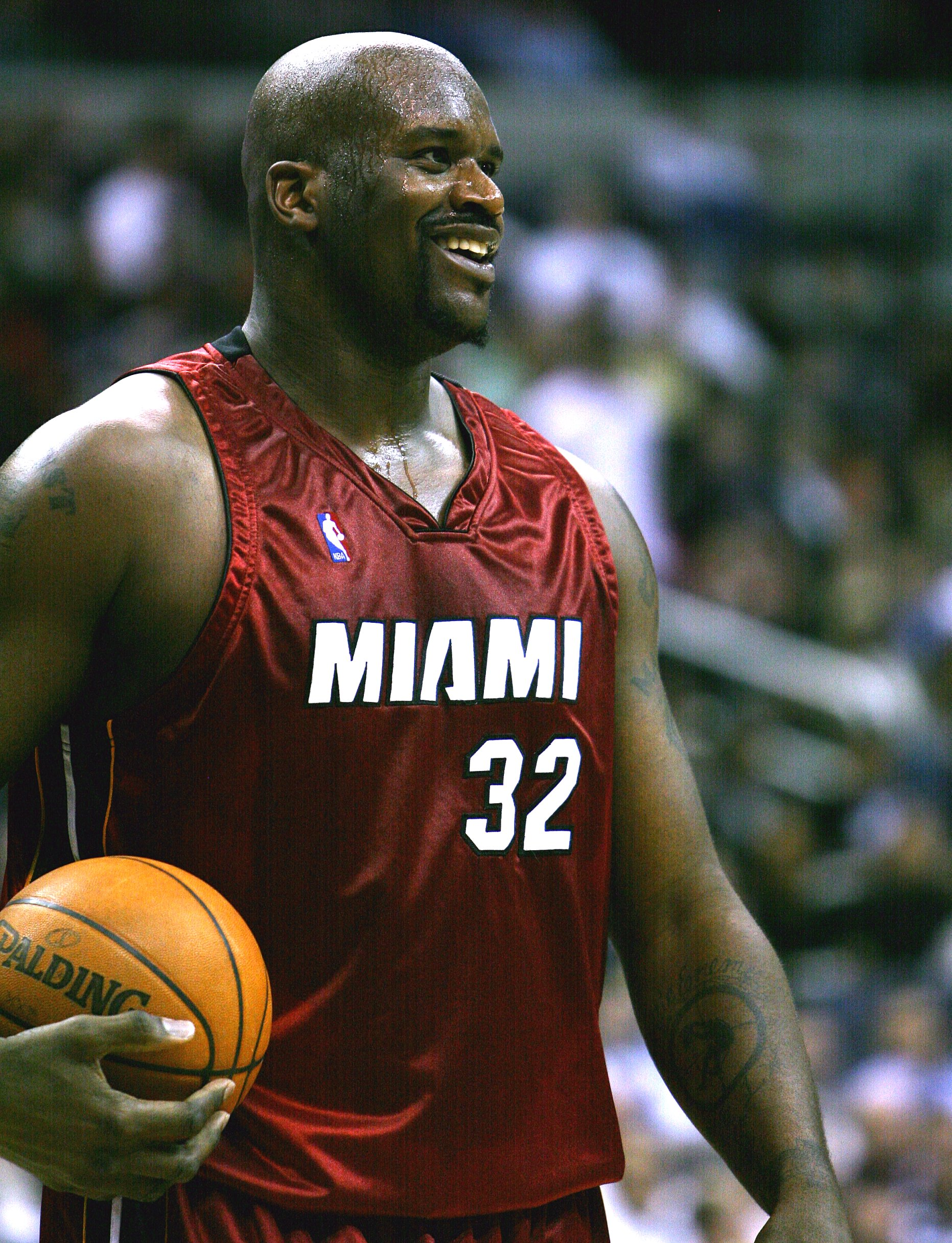
歐尼爾在邁阿密熱火。

2004年7月14日，歐尼爾被正式交易到邁阿密熱火。歐尼爾換回了在奧蘭多魔術效力時所穿的32號球衣。在與熱火簽約之後，歐尼爾向球迷們保證，他將會為邁阿密帶來隊史第一座冠軍，並決心要向前東家湖人隊還以顏色，因此甘心退居球隊第二線，讓位給新星德韋恩·韦德。歐尼爾揚言會全力協助韦德成為聯盟最出色的球員，似是有意向前隊友科比示威。隨著歐尼爾的加盟，熱火的表現超乎了預期，在他與前湖人隊友埃迪·琼斯的奮力下，熱火於2004–05赛季繳出東區第一的59勝23敗戰績。歐尼爾在73場例行賽中繳出了場均22.9分、10.4籃板和2.3次阻攻的成績。本賽季歐尼爾連續十二年入選全明星賽，同時也入選了NBA年度第一隊，並於3月份獲得東區最佳球員獎。但是在NBA最有價值球員投票中輸給了鳳凰城太陽的史蒂夫·奈許。
儘管大腿受到傷勢困擾，歐尼爾仍然帶領熱火隊在季後賽中先後擊敗紐澤西籃網和華盛頓巫師，打進東區決賽，第七場對陣衛冕冠軍底特律活塞，可惜由於韦德的受傷，以致球隊在東區決賽第七場敗給底特律活塞，無緣晉級總決賽。事後歐尼爾和其他隊友批評熱火總教練史坦·范甘迪沒有給他足夠的上場時間。2005年8月，歐尼爾同意採取相當於減薪的措施，他與熱火簽下5年1億美元的合約。
在2005–06赛季，熱火隊加入了安东尼·沃克、贾森·威廉姆斯等明星球員，新加盟的球員還有歐尼爾的前湖人隊友加里·佩顿，再加上前熱火球星阿伦佐·莫宁也重新回歸邁阿密，熱火實力頓時大增。但是在第二場比賽中，歐尼爾因右腳受傷，隨後錯過了18場比賽。當歐尼爾歸隊後，范甘迪因家庭因素而辭去總教練職務，由總管帕特·萊利重新執掌兵符。歐尼爾後來總是把范甘迪稱為“領跑者”和“緊張大師”。許多籃球評論家指出，熱火總教練萊利在本賽季餘下的賽事中有效地限制了歐尼爾的上場時間。因為萊利認為這樣做能夠讓歐尼爾在球場上變得健康。儘管他的場均籃板和阻攻方面的數據均位於生涯最低點，但是歐尼爾在接受採訪時表示：“數據並不重要，我關心的是贏球而不是數據，如果今天我得到0分但是球隊贏球，我會很高興；如果我得到50分、60分，但是球隊輸了，我會很生氣。我們所做的一切就是要贏得冠軍。」
2006年4月11日，歐尼爾在對上多倫多暴龍的比賽中攻下15分、11籃板和職業生涯最高的10次助攻。記錄了他職業生涯的第二次“大三元”，同時歐尼爾也是2005–06赛季聯盟場均投籃命中率最高的球員。

#### 第四個冠軍

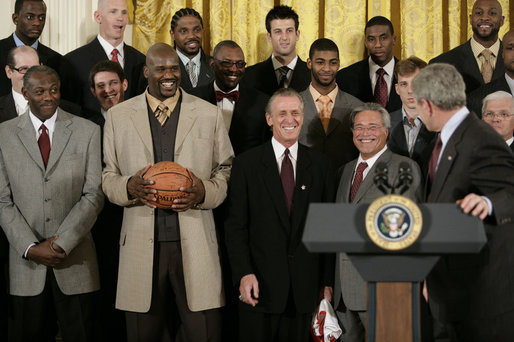
歐尼爾與熱火隊友在白宮會見總統喬治·W·布希。

在2006年NBA季后賽中，熱火首先面對年輕的東區勁旅芝加哥公牛，歐尼爾在第一場比賽中繳出了27分、16籃板以及5次阻攻的成績，隨後在第二場比賽中攻下22分，幫助邁阿密以2-0領先公牛。接著芝加哥公牛在主場連奪兩場勝利，但熱火仍順利以4-2淘汰公牛，接著於第二輪4-1擊敗新澤西籃網，並再次與底特律活塞相遇於東區決賽。雖然歐尼爾的實力相比前幾季已大打折扣，但在一眾球員的幫助下，歐尼爾在第三場比賽中攻下21分和12個籃板，然後在第四場中繳出27分和12個籃板的成績，幫助邁阿密以4-2解決了活塞隊，率領球隊首次打入總決賽。
進入總決賽後，熱火對上了由德克·諾維斯基領銜的達拉斯小牛，小牛隊在前兩場比賽以主宰的方式率先取得優勢。但在接下來幾場比賽，小牛在面對熱火的強悍防守下遲遲無法再取得勝利，給了邁阿密反擊機會。由於隊友韋德承擔了一切進攻的任務，使得歐尼爾不再需要承擔許多重任，能夠將重心放在防守和搶籃板上。歐尼爾平均每場比賽能貢獻13.7分和10.2個籃板，幫助熱火隊從落後0-2的情況下，連勝四場反勝達拉斯小牛，取得熱火隊史上首座總冠軍，亦是歐尼爾職業生涯的第四枚冠軍戒指。

#### 韋德受傷
2006-07年球季，奧尼爾與韋德的熱火隊尋求衛冕，但於新球季揭幕戰即以難堪的比分敗給有本·華萊士加盟的公牛隊。奧尼爾於球季中段即因傷退下（整個賽季只出場40場），即使尚有韋德支撐，但球隊仍在季後賽邊緣徘徊，甚至一度跌出八強之外。明星賽後，韋德因肩膀脫臼而退下火線，而已不再是昔日稱霸籃下的奧尼爾臨危受命，肩負起帶領球隊的重任，球隊戰績亦逐步上揚，加上華盛頓巫師隊戰績亦起伏不定，最終熱火隊重奪東南組的龍頭位置，奧尼爾在這段期間的表現亦令人刮目相看。然而，在季後賽中的對手，卻是揭幕戰的對手公牛隊。在一面倒的情況下，熱火隊以0-4的成績被橫掃出局，成為自2000年以後首支於第一輪被淘汰的衛冕球隊。奧尼爾在整個系列賽的主宰力不復從前，平均只有18.8分、8.5籃板、上陣30.3分鐘，上陣時間更是生涯新低；整個賽季更只有17.3分、7.4籃板，均是職業生涯最低（平均得分是其職業生涯中首次不足20分），同時也是生涯首次未能入選NBA最佳陣容。

#### 離開熱火
2007-08年球季，奧尼爾的狀況每況愈下，臀部受傷和左膝疼痛大大影響了奧尼爾在場上的貢獻，開季最初三十二場裏，只得到14分、7.8籃板，遠遠低於他的生涯平均成績。奧尼爾季中更曾表示希望交易到一支強隊，結果球隊以他來換取肖恩·馬里昂和马库斯·班克斯，奧尼爾則如願到了鳳凰城太陽隊。

### 鳳凰城太陽（2008-2009）
普遍球迷及球評均質疑奧尼爾是否適合太陽隊的風格，奧尼爾於新聞發佈會上即表示對此感到十分不滿，並揚言要為太陽隊奪取球隊史上第一座總冠軍。奧尼爾選擇以面對老東家湖人隊為加盟球隊的第一戰，雖然最後仍然不敵湖人隊，但他在第四節的奮勇表現──包括曾連取6分把比分追近──博得教練、隊友和球迷的一致讚賞。
2008年NBA季後賽，太陽隊在首輪遭遇西區勁旅聖安東尼奧馬刺隊，兩隊首戰即拼戰到二度延長。最後，提姆·鄧肯的關鍵三分球幫助馬刺隊獲得首勝。此系列賽太陽隊後繼無力，最後馬刺隊以四比一之戰績將太陽隊淘汰。而歐尼爾在此系列賽只拿下平均得分15.2分、平均籃板球9.2個。
2008-2009球季，歐尼爾頗有回春的現象，與隊友格蘭特·希爾一樣，之前的傷痛似乎完全消失，和前兩季相比表現越來越好。球隊也做了變動，將拉加·貝爾和伯利斯·迪奧送到夏洛特山貓隊，換來得分好手杰森·理查德森。太陽隊在新教練泰瑞·波特的領導之下，跳脫先前的跑轟戰術時期，打出新的風格。
但好景不常，在波特帶領下的太陽並沒有好成績，而他本人在其後亦被辭退，由該隊的助理教練領軍，重回跑轟風格。唯一不同的是由一向的「7秒或以下」的攻勢，改為「7秒或奧尼爾」。這策略令球隊重回正軌，雖然最後沒有晉級到季後賽，但是奧尼爾亦發揮好表現（17.8分，8.4籃板及1.4次的阻攻）。

### 克里夫蘭騎士（2009-2010）
2009年6月24日，太陽隊將歐尼爾送到克里夫蘭，換取班·華勒斯、薩沙·帕夫洛維奇和第二輪第46位選秀權以及50萬美元。騎士隊有著正值巔峰的勒布朗·詹姆斯，是歐尼爾繼安芬尼·哈達威、科比·布萊恩特、德懷恩·韋德後，再一次和聯盟內的超級球星搭配，話題性十足。當提及加盟的目標就說：「很簡單，為大帝（勒邦·占士）贏得一枚冠軍指環即可。」。
隨着09-10賽季的進行，年老的歐尼爾進攻不復上季之勇，數據更是跌至生涯新低（場均12.0分，6.7籃板，1.2封阻），而且出場時間亦只有23.4分鐘。可是其龐大身軀及經驗，改善了騎士隊的禁區積弱問題。但他在與塞爾特人隊的一場比賽中，與格連·戴維斯爭奪籃板期間，導致拇指受傷。縱使在該季後賽復出，卻表現不佳（場均9.2分，6.2籃板，1.4封阻），更被對方公牛隊的正選三年級中鋒喬金·諾阿比下去（場均14.8分，13.0籃板，1.4封阻）。

### 波士顿凯尔特人（2010-2011）
2010年8月4日，波士顿塞爾提克队正式宣布以一年老将底薪139万美元的合同签下奥尼尔，合約很有可能包含第二年的球员選擇權。歐尼爾愿意以老将底薪合同加盟塞爾提克，很大一部分原因是为了总冠军。这次交易也让奥尼尔成为少數於职业生涯中曾在湖人和塞爾提克两支死敌效力的球星之一。但奥尼尔在这一赛季饱受伤病困扰（阿基里斯腱），整个季賽期间仅出场37次（职业生涯第二少的赛季），在20分钟内得到9.2分、4.8个篮板和1.1次封盖，各项数据均为出道以来最低。季后赛开始后，塞爾提克的中锋位置由杰梅因·奥尼尔占据，而奥尼尔本人直至季后赛第二轮对迈阿密热火队时才告复出，以替补身份出场2次，塞爾提克以总比分1：4被热火队淘汰。

### 退役
2011年6月1日，歐尼爾在自己的Twitter上宣布，因为受到傷病的困擾，将结束自己19年的职业球员生涯，选择退役。现在作为俠客烏龍球節目主持人。
2012年5月4日，歐尼爾於邁阿密貝瑞大學取得教育博士學位，他的論文是探討CEO與企業主管如何善用幽默來管理，在畢業典禮上他表示，這個博士學位並非是「榮譽博士」，而是貨真價實的歐尼爾博士。他說：「每個人都認為這是榮耀，但沒人知道我度過4年半的艱難生活，每晚就是讀書，以及修改教授還給我的報告。」

## 獎項/紀錄/成就

### NBA職業生涯
- 在1996年成為NBA50大巨星（當時最年輕的球員）。
- 於2021年成為NBA75大巨星。
- NBA最有價值球員：2000年
- 2次The Sporting News NBA最有價值球員：2000年，2005年
- 4次NBA總冠軍：2000-2002年，2006年
- 3次NBA總決賽最有價值球員：2000年，2001年，2002年
- 15次入選NBA全明星隊：1993-1998年，2000-2007年，2009年（註：1997年、2001年及2002年因傷退出）
- 3次NBA全明星賽最有價值球員：2000年、2004年、2009年
- 13次入選NBA最佳陣容：

- NBA一隊：1998年，2000-2006年
- NBA二隊：1995年，1999年
- NBA三隊：1994年，1996-1997年

- 3次入選NBA最佳防守陣容：

- NBA防守二隊：2000-2001年，2003年

- NBA最佳新秀：1993年
- The Sporting News NBA最佳新秀：1993年
- NBA新秀一隊：1993年
- 2次NBA'每場平均得分領先：1995年（29.3），2000年（29.7）
- 3次NBA總得分領先：1995年（2315），1999年（1289），2000年（2344）
- 5次NBA球員能力排名領先：1998年（28.8），1999年（30.6），2000年（30.6），2001年（30.2），2002年（29.7）
- 5次NBA罰球領先：1994年（953），1995年（930），1999年（510），2000年（956），2001年（813）
- 9次NBA投籃命中率領先：1994年（.599），1998年（.584），1999年（.576），2000年（.574），2001年（.572），2002年（.579），2004年（.584），2005年（.601），2006年（.600）
- 入選籃球名人堂（2016）

### 成就/事業里程碑
- 除了威尔特·张伯伦之外，NBA歷史上唯一一個球員的投籃命中率在聯盟中領先
  - 9個NBA賽季
  - 5個連續的NBA賽季（1998年至2002年）
- 他亦是NBA歷史上唯一一個球員

- 連續13個NBA賽季每場平均分數至少20分和每場平均籃板至少10個。打破威尔特·张伯伦、卡里姆·阿卜杜勒·贾巴尔和阿基姆·奥拉朱旺所保持的紀錄（連續12個NBA賽季）
- 在職業生涯中累積獲得28,596分、13,099個籃板、3,026個助攻、2,732個火鍋、739個抄截以及內線投籃命率至少達55%。

- 他成為NBA歷史上其中一個球員連續13個NBA賽季進入NBA全明星賽。其餘的有杰里·韦斯特、鲍勃·库锡、约翰·哈夫利切克和卡尔·马龙。
- 他成為NBA歷史上其中一個球員職業生效累積分數26,000分、11,000個籃板、2,600個助攻和2,300個盖帽（其餘的有卡里姆·阿卜杜勒·贾巴尔和阿基姆·奥拉朱旺。注意：在[1973-74赛季前，盖帽不是一個正式的統計數字）。
- 他成為NBA歷史上其中一個球員獲得三次NBA总决赛最有价值球员。（其餘的有埃尔文·约翰逊（3次）、蒂姆·邓肯（3次）、和迈克尔·乔丹（6次）（页面存档备份，存于））
  - 除了迈克尔·乔丹之外，NBA歷史上唯一一個球員連續三年獲得NBA总决赛最有价值球员獎項（2000年，2001年，2002年）
- NBA季後賽紀錄（12）：

- 累積最多罰球機會：2,085個（1994年至今）
- 兩節中最多罰球機會：27個（2000年5月20日，對手：波特蘭拓荒者队）（已2015年5月10日被德安德鲁·乔丹所打破）
- 一節中最多罰球機會：25個（2000年5月20日，對手：波特蘭拓荒者队）
- NBA總決賽紀錄（9）：
- 四場系列賽最高得分：145分（2002年NBA总决赛）
- 四場系列賽最多罰球投中：45個（2002年NBA总决赛）
- 四場系列賽中最多罰球機會：68個（2002年NBA总决赛）
- 四場系列賽中最多阻攻：11個（2002年NBA总决赛）
- 一場中最多阻攻：8個（2001年NBA总决赛；與蒂姆·邓肯和帕特里克·尤因共同保持此紀錄）
- 兩節中最多罰球投中：13個（2000年NBA总决赛）
- 一節中最多罰球投中：9個（2000年NBA总决赛；與阿伦·艾弗森共同保持此紀錄）
- 一場中最多罰球機會：39個（2000年NBA总决赛）
- 一節中最多罰球機會：16個（2000年NBA总决赛，2002年NBA总决赛）

- 奥兰多魔术队队伍紀錄（2）：

- 一場中最多籃板：28個（1993年11月20日，對手：新泽西网队）
- 一場中最多阻攻：15個（1993年11月20日，對手：新泽西网队）

- 洛杉矶湖人队队伍紀錄（8）：

- 常規賽一賽季中最多進攻籃板：336個（1999-2000 NBA賽季）
- 季後賽累積最多進攻籃板：561個（1996至2004）
- 季後賽一場最多進攻籃板：11個（2001年5月6日，對手：萨克拉门托国王队）
- 常規賽一場中最多罰球機會：31個（1999年11月19日，對手：芝加哥公牛队）
- 季後賽一場中最多罰球機會：39個（2000年6月9日，對手：印第安那步行者队）
- 常規賽兩節中最多罰球機會：20個（2002年3月14日，對手：金州勇士）
- 季後賽兩節中最多罰球機會：22個（2000年6月9日，對手：印第安那步行者队）
- 季後賽一節中最多罰球機會：16個（2000年6月9日，對手：印第安那步行者队）

- 迈阿密热火队队伍紀錄（1）：

- 季後賽一節中最多罰球機會：10個（2006年5月2日，對手：芝加哥公牛队；與拉玛尔·奥多姆其同保持此紀錄）

### 國家隊成就
- 1994年世界籃球錦標賽冠軍 - 美國夢幻二隊成員
- 1996年奥林匹克运动会冠軍 - 美國夢幻三隊成員

### 其他獎項/成就
- 在2000年3月6日，他的28歲生日時，單人取得61分，亦是職業生涯中的最高單場得分。
- 在2003年SLAM Magazine舉辦的NBA75名最佳球員中排第九名。
- 歐尼爾和隊友加里·佩顿成為第十一個和第十二個NBA球員曾經代表三隊不同的NBA球隊進入NBA總決賽。
- 贏得2005年黑人娱乐电视奖年度最佳男運動員。
- 在2005-2006NBA賽季結束時，歐尼爾曾經有48場常規賽比賽得分多於40分。
- 在2005-2006NBA賽季結束時，歐尼爾曾經有3場常規賽比賽得分多於50分
- NBA史上第三位單季同時獲得「全明星賽最有價值球員」、「最有價值球員」、「總決賽最有價值球員」的球員（2000）

## 職業生涯數據

### NBA例行賽數據統計
| 賽季     | 球隊     | GP   | GS   | MPG  | FG%  | 3P%  | FT%  | RPG  | APG | SPG | BPG | PPG  |
| -------- | -------- | ---- | ---- | ---- | ---- | ---- | ---- | ---- | --- | --- | --- | ---- |
| 1992–93  | ORL      | 81   | 81   | 37.9 | 56.2 | 0.0  | 59.2 | 13.9 | 1.9 | 0.7 | 3.5 | 23.4 |
| 1993–94  | ORL      | 81   | 81   | 39.8 | 59.9 | 0.0  | 55.4 | 13.2 | 2.4 | 0.9 | 2.9 | 29.3 |
| 1994–95  | ORL      | 79   | 79   | 37.0 | 58.3 | 0.0  | 53.3 | 11.4 | 2.7 | 0.9 | 2.4 | 29.3 |
| 1995–96  | ORL      | 54   | 52   | 36.0 | 57.3 | 50.0 | 48.7 | 11.0 | 2.9 | 0.6 | 2.1 | 26.6 |
| 1996–97  | LAL      | 51   | 51   | 38.1 | 55.7 | 0.0  | 48.4 | 12.5 | 3.1 | 0.9 | 2.9 | 26.2 |
| 1997–98  | LAL      | 60   | 57   | 36.3 | 58.4 | 0.0  | 52.7 | 11.4 | 2.4 | 0.7 | 2.4 | 28.3 |
| 1998–99  | LAL      | 49   | 49   | 34.8 | 57.6 | 0.0  | 54.0 | 10.7 | 2.3 | 0.7 | 1.7 | 26.3 |
| 1999–00† | LAL      | 79   | 79   | 40.0 | 57.4 | 0.0  | 52.4 | 13.6 | 3.8 | 0.5 | 3.0 | 29.7 |
| 2000–01† | LAL      | 74   | 74   | 39.5 | 57.2 | 0.0  | 51.3 | 12.7 | 3.7 | 0.6 | 2.8 | 28.7 |
| 2001–02† | LAL      | 67   | 66   | 36.1 | 57.9 | 0.0  | 55.5 | 10.7 | 3.0 | 0.6 | 2.0 | 27.2 |
| 2002–03  | LAL      | 67   | 66   | 37.8 | 57.4 | 0.0  | 62.2 | 11.1 | 3.1 | 0.6 | 2.4 | 27.5 |
| 2003–04  | LAL      | 67   | 67   | 36.8 | 58.4 | 0.0  | 49.0 | 11.5 | 2.9 | 0.5 | 2.5 | 21.5 |
| 2004–05  | MIA      | 73   | 73   | 34.1 | 60.1 | 0.0  | 46.1 | 10.4 | 2.7 | 0.5 | 2.3 | 22.9 |
| 2005–06† | MIA      | 59   | 58   | 30.6 | 60.0 | 0.0  | 46.9 | 9.2  | 1.9 | 0.4 | 1.8 | 20.0 |
| 2006–07  | MIA      | 40   | 39   | 28.4 | 59.1 | 0.0  | 42.2 | 7.4  | 2.0 | 0.2 | 1.4 | 17.3 |
| 2007–08  | MIA      | 33   | 33   | 28.6 | 58.1 | 0.0  | 49.4 | 7.8  | 1.4 | 0.6 | 1.6 | 14.2 |
| 2007–08  | PHX      | 28   | 28   | 28.7 | 61.1 | 0.0  | 51.3 | 10.6 | 1.7 | 0.5 | 1.2 | 12.9 |
| 2008–09  | PHX      | 75   | 75   | 30.0 | 60.9 | 0.0  | 59.5 | 8.4  | 1.7 | 0.6 | 1.4 | 17.8 |
| 2009–10  | CLE      | 53   | 53   | 23.4 | 56.6 | 0.0  | 49.6 | 6.7  | 1.5 | 0.3 | 1.2 | 12.0 |
| 2010–11  | BOS      | 37   | 36   | 20.3 | 66.7 | 0.0  | 55.7 | 4.8  | 0.7 | 0.4 | 1.1 | 9.2  |
| 職業生涯 | 職業生涯 | 1207 | 1197 | 34.7 | 58.2 | 4.5  | 52.7 | 10.9 | 2.5 | 0.6 | 2.3 | 23.7 |
| 明星賽   | 明星賽   | 12   | 9    | 22.8 | 55.1 | 0.0  | 45.2 | 8.1  | 1.4 | 1.1 | 1.6 | 16.8 |

### NBA季後賽數據統計
| 賽季     | 球隊     | GP  | GS  | MPG  | FG%  | 3P% | FT%  | RPG  | APG | SPG | BPG | PPG  |
| -------- | -------- | --- | --- | ---- | ---- | --- | ---- | ---- | --- | --- | --- | ---- |
| 1993–94  | ORL      | 3   | 3   | 42.0 | 51.1 | 0.0 | 47.1 | 13.3 | 2.3 | 0.7 | 3.0 | 20.7 |
| 1994–95  | ORL      | 21  | 21  | 38.3 | 57.7 | 0.0 | 57.1 | 11.9 | 3.3 | 0.9 | 1.9 | 25.7 |
| 1995–96  | ORL      | 12  | 12  | 38.3 | 60.6 | 0.0 | 39.3 | 10.0 | 4.6 | 0.8 | 1.3 | 25.8 |
| 1996–97  | LAL      | 9   | 9   | 36.2 | 51.4 | 0.0 | 61.0 | 10.6 | 3.2 | 0.6 | 1.9 | 26.9 |
| 1997–98  | LAL      | 13  | 13  | 38.5 | 61.2 | 0.0 | 50.3 | 10.2 | 2.9 | 0.5 | 2.6 | 30.5 |
| 1998–99  | LAL      | 8   | 8   | 39.4 | 51.0 | 0.0 | 46.6 | 11.6 | 2.3 | 0.9 | 2.9 | 26.6 |
| 1999–00† | LAL      | 23  | 23  | 43.5 | 56.6 | 0.0 | 45.6 | 15.4 | 3.1 | 0.6 | 2.4 | 30.7 |
| 2000–01† | LAL      | 16  | 16  | 42.3 | 55.5 | 0.0 | 52.5 | 15.4 | 3.2 | 0.4 | 2.4 | 30.4 |
| 2001–02† | LAL      | 19  | 19  | 40.8 | 52.9 | 0.0 | 64.9 | 12.6 | 2.8 | 0.5 | 2.5 | 28.5 |
| 2002–03  | LAL      | 12  | 12  | 40.1 | 53.5 | 0.0 | 62.1 | 14.8 | 3.7 | 0.6 | 2.8 | 27.0 |
| 2003–04  | LAL      | 22  | 22  | 41.7 | 59.3 | 0.0 | 42.9 | 13.2 | 2.5 | 0.3 | 2.8 | 21.5 |
| 2004–05  | MIA      | 13  | 13  | 33.2 | 55.8 | 0.0 | 47.2 | 7.8  | 1.9 | 0.4 | 1.5 | 19.4 |
| 2005–06† | MIA      | 23  | 23  | 33.0 | 61.2 | 0.0 | 37.4 | 9.8  | 1.7 | 0.5 | 1.5 | 18.4 |
| 2006–07  | MIA      | 4   | 4   | 30.3 | 55.9 | 0.0 | 33.3 | 8.5  | 1.3 | 0.3 | 1.5 | 18.8 |
| 2007–08  | PHX      | 5   | 5   | 30.0 | 44.0 | 0.0 | 50.0 | 9.2  | 1.0 | 1.0 | 2.6 | 15.2 |
| 2009–10  | CLE      | 11  | 11  | 22.1 | 51.6 | 0.0 | 66.0 | 5.5  | 1.4 | 0.2 | 1.2 | 11.5 |
| 2010–11  | BOS      | 2   | 0   | 6.0  | 50.0 | 0.0 | 0.0  | 0.0  | 0.5 | 0.5 | 0.0 | 1.0  |
| 職業生涯 | 職業生涯 | 216 | 214 | 37.5 | 56.3 | 0.0 | 50.4 | 11.6 | 2.7 | 0.5 | 2.1 | 24.3 |

## 个人軼事

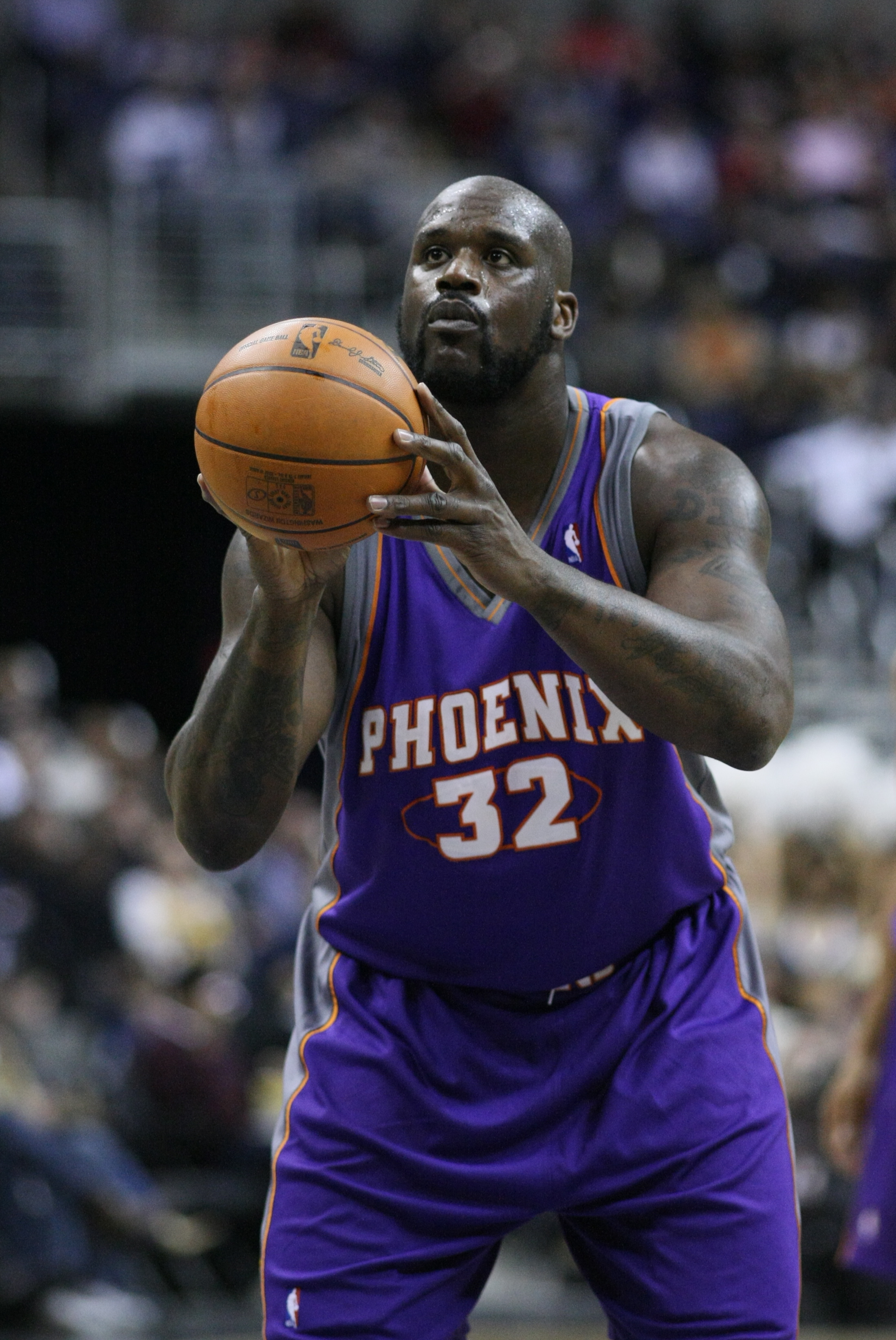
歐尼爾不擅罰球。

- 歐尼爾在2002年12月26日與女友Shaunie Nelson結婚。他們婚後育有四個孩子：Shareef Rashaun、Amirah Sanaa、Shaquir Rashaun和Me'arah Sanaa。他的最小女兒，Me'arah Sanaa O'Neal，在2006年5月1日上午4時57分出生，剛好與他的前隊友科比·布莱恩特的第二个女兒同一天出生。

- 歐尼爾曾把在奧蘭多的百坪豪宅用10元美金賣給了一位海地商人。

- 歐尼爾和魔術正式簽約前，曾在不到一小時花光一張100萬美金的支票訂金。這100萬美元，扣除40%的稅率和該給經紀人的回扣之後，歐尼爾為自己買了一輛賓士（搭配特製鋁圈和音響）以及一套特製西裝，當然他也不忘略盡孝道的替他爸媽繳清些帳單，還替他們各買一輛賓士代步。不過在做完一連串的瘋狂事後，歐尼爾就接到銀行行員的電話，通知他「你現在有筆不小的負債」，並在請歐尼爾來銀行一趟後告知他理財的重要性。從那件蠢事之後，歐尼爾不但雇用了猶太裔的理財高手幫他打理財富，更重拾書本，透過線上教學，後來成為聯盟罕見取得博士學位的球星。

- 歐尼爾的罰球準度奇差無比，甚至罰二十次都才可能進籃四五次。許多球隊深知如此，便研發了一種針對他的犯規戰術：「駭客戰術」，雖是歐尼爾在禁區內能大殺四方，但是只要一站上罰球線，馬上成為弱者，所有的對手包含板凳球員都等著看歐尼爾的笑話。此戰術甚為有效，尤其是在緊張時刻（如落後僅1、2分時），歐尼爾都沒辦法將球罰進。於是此戰術雖不可取，但還是很有用的，尤其是那種在禁區破壞力很強的大前鋒或中鋒，都能發揮效果。不過此戰術碰到罰球很準的三分線射手，就無用武之地了。

- 歐尼爾现在作为俠客烏龍球（英语：Shaqtin%27_a_Fool）（Shaqtin' a fool）節目主持人。

- 2000年3月7日對快艇隊的比賽中，歐尼爾想趁著自己的生日讓親友進場觀賞球賽。然而他向快艇隊索票遭拒，便花錢讓親友們進場，看他全場35投24中，拿下61分23個籃板的驚人成績，血洗對手。這個成績在1985年後只有他一人拿下。[30]

- 2009年11月歐尼爾看了電視新聞報導一位北卡羅萊納州五歲小女童珊妮雅（Shaniya）慘遭綁票撕票，歐尼爾出面願意幫助受害者家屬，負擔女童一切喪葬費用。他並發表聲明說：「她的不幸遭遇是個悲劇，我希望她能夠有一場漂亮的喪禮，就如同她那樣美麗。」 [31]

- 球員時期雖然與查爾斯·巴克利場上打過架，兩人退役後在TNT節目NBA内幕（英语：Inside the NBA）中有時會針鋒相對，但兩人亦已經和好。

- 據歐尼爾的說法，每次去動物園時，動物園裡的大猩猩看到他都會抓狂，看起來像是要找他打架，而專家指出這是因為歐尼爾身軀龐大、以致讓雄性大猩猩也感受威脅所致。[32]

## 演出的電影
- 火爆教頭（英语：Blue Chips）（1994年）
- 精靈也瘋狂（英语：Kazaam）（1996年）
- 漢堡總動員（1997年）
- 鋼鐵悍將（英语：Steel(1997)）（1997年）
- 洗車好兄弟（英语：The Wash）（2001年）
- 哈啦小子（英语：Freddy Got Fingered）（2001年）
- 驚聲尖笑4（2006年）
- 亞當等大人2（2013年）
- 當我們混在一起（2014年）
- 樂高玩電影（2014年）
- 菜鳥新移民（2015年）
- 德魯大叔（2018年）
- 萬聖節救星修比（2020年）

## 大眾文化
在台灣，受火紅的NBA影響，如鯊魚俠卡通的主角譯名即使用「歐尼爾」翻譯，即使原文與歐尼爾幾無關聯性。

## 曾推出的音樂唱片
- Shaq Diesel（1993年）
- Shaq Fu - Da Return（1994年）
- The Best of Shaquille O'Neal（1996年）
- You Can't Stop the Reign（1996年）
- Respect（1998年）
- Presents His Superfriends，Vol. 1（2001年）

## 電子遊戲
- 歐尼爾在多個以NBA為主題的電子遊戲中出現，例如：NBA Ballers、NBA Ballers: Phenom、NBA Jam、NBA 2K系列、NBA Live系列、NBA Showtime: NBA on NBC和NBA Inside Drive系列。以及NBA夢之隊系列。

- 歐尼爾亦是多個以NBA為主題的電子遊戲的封面人物：NBA Live 1996、NBA 2K6、NBA 2K7、NBA Showtime: NBA on NBC、NBA Inside Drive 2004和NBA 2K18
- 歐尼爾更在功夫鯊魚（Shaq Fu）的格鬥遊戲出現和成為封面人物。
- 同人玩家(非官方作品)亦經常在格鬥遊戲開發引擎MUGEN中開發有歐尼爾在內的各種模組。

## 外部連結
- 沙奎尔·奥尼尔的Instagram帳戶
- 沙奎尔·奥尼尔的X（前Twitter）
- 沙奎尔·奥尼尔在fiba.basketball（英语）
- 沙奎尔·奥尼尔在archive.fiba.com（存檔）（英语）
- 沙奎尔·奥尼尔在NBA官網（英语）
- 沙奎尔·奥尼尔在Basketball-Reference.com（NBA）（英语）
- 沙奎尔·奥尼尔在Basketball-Reference.com（國際）（英语）
- 沙奎尔·奥尼尔在Sports-Reference.com（NCAA）（英语）
- 沙奎尔·奥尼尔在Eurobasket.com（球員）（英语）
- 沙奎尔·奥尼尔在Proballers（英语）
- 沙奎尔·奥尼尔在RealGM（球員）（英语）
- 沙奎尔·奥尼尔在FIBA名人堂（英语）
- 沙奎尔·奥尼尔在奈史密斯篮球名人纪念堂（英语）
- 沙奎尔·奥尼尔在National Collegiate Basketball Hall of Fame（英语）
- 沙奎尔·奥尼尔在WrestlingData.com（英语）
- 沙奎尔·奥尼尔在CageMatch worker（英语）
- 沙奎尔·奥尼尔在Internet Wrestling Database（英语）
- 沙奎尔·奥尼尔在Olympedia（英语）
- 沙奎尔·奥尼尔在Louisiana Sports Hall of Fame（英语）

| 前任： 卡爾·馬龍 | NBA最有價值球員 1999-2000              | 繼任： 艾倫·艾佛森 |
| 前任： 提姆·鄧肯 | NBA總決賽最有價值球員 2000、2001、2002 | 繼任： 提姆·鄧肯   |